# Unimuse
Unimuse est une association créée en 1949 par les écrivains du Tournaisis Gilbert Delahaye, Robert Geeraert, Émile Langlet, Jean Stienon du Pré, Paul Mahieu, Maurice Gérin et André Rodenbach. 

## Description
Cette association peut être considérée comme la Maison de la poésie de Hainaut occidental même si elle ne possède aucun local fixe. Elle est présidée par Mariane Kirsch qui a succédé à Michel Voiturier en avril 2005. Elle a compté 54 membres depuis sa création, tous ont écrit des poésies. Certaines sont recueillies sous forme d’anthologie, notamment pour le 50e et le 60e anniversaire. Unimuse désigne aussi bien l’ensemble des poètes que la maison d’édition. 

## Histoire
Tout commence en 1949. Pendant cette période d’après guerre, quelques jeunes poètes rassemblent leurs forces autour de la passion pour les mots et la poésie. Ils créent ainsi une association qui s’appellera Jeune Tournay, le but étant d’apporter à leur ville ce dont elle manque cruellement à cette époque : un engagement poétique. Ses premières années seront consacrées aux récitals et aux conférences. Un prix est aussi créé, il est destiné aux étudiants du Tournaisis. Cette association prendra, de cette manière, vite de l’ampleur. 
En 1951, l’idée d’agrandir Jeune Tournay née, une plus grande association au nom d’Unimuse verra alors le jour en 1952 grâce à Robert-Lucien Geeraert et Jacques Elan, ce dernier étant le directeur. Le grand but de cette organisation est de s’ouvrir au monde, d’où son nom. Deux prix sont lancés : prix Jeune Tournay et prix Unimuse, l’un de déclamation, l’autre d’écriture. Un autre objectif est l’édition, de nombreuses poésies sont publiées aux éditions Unimuse.
C’est en 1958 que Jacques Elan décède, Unimuse perd alors son « père » et un recueil de ses poèmes inédits sera publié. Un troisième prix s’ajoute en 1959, le prix international de poésie de René Lyr, celui-ci étant un poète ami de l’association. Au cours des années 1960, Unimuse accueille un certain nombre de nouveaux poètes, tels que Colette Nys-Mazure et Michel Voiturier.
Un deuxième hommage sera rendu à Jacques Elan en 1968, à l’occasion du dixième anniversaire de son décès. Unimuse met alors en œuvre une exposition rétrospective de son activité depuis sa création. Le Jardin des poètes verra le jour grâce à Unimuse en 1971, il est aussi appelé le « cimetière aérien » en référence à sa position géographique, un bout de terre du flanc ouest du mont Saint-Aubert, où reposent les défunts membres du groupe. 
Lors du 25e anniversaire, durant l’année 1974, une exposition intitulée « peintres et poètes » sera mise en scène. Ce sont alors deux mondes qui se rencontrent. Des récitals, des concours de déclamations et des ateliers poétiques y seront aussi organisés. Une anthologie sera aussi publiée pour les 25 ans, à savoir : De Jeune Tournay à Unimuse. Vingt-cinq années de poésie. En 1976, c’est le Chemin des poètes qui verra le jour. L’association se trace un chemin à flanc de colline. On y grave peu à peu, dans la pierre bleue de la région, une série de paroles poétiques que le promeneur peut découvrir lors de ses randonnées.
D’autres poètes viennent de nouveaux s’ajouter au groupe dès les années 1980. Unimuse prend au fil des ans de plus en plus d’envergure sans pour autant prendre une ride. L’année 1984 se révéla comme une année tragique, l’association Unimuse devient orpheline, Robert-Lucien Geeraert décède et il est, évidemment, enterré dans « son » cimetière, le Jardin des poètes. À la suite de cela, Gilbert Delahaye devient président mais il passera vite le flambeau à Michel Voiturier.
Les années suivantes, l’association se diversifie en intervenant de plus en plus dans différents secteurs comme les écoles primaires, les animations poétiques ou encore des participations à des salons du livre. Des poètes vont aussi s’associer à des musiciens, des peintres etc. Deux grands ouvrages voient le jour en 1989, à l’occasion des 40 ans : Légendes pour un avenir et L’Enfance lucide, le premier étant un ensemble de récits et le second une anthologie de poèmes.
Au cours des années 1990, Unimuse invite divers écrivains, plasticiens ou éditeurs dans cette belle ville qu’est Tournai. Unimuse fête son demi-siècle en 1999. À cette grande occasion, tous les membres se réunissent. Les plasticiens, les écrivains et les récitants s’associent.
L'association a également organisé le prix Casterman pendant près de vingt ans (lauréats Jacques Gasc, Christian Courdesses (1969), Françoise Lison, Jean-Marie Kajdanski (pcd), Dominique Sampiero, Lucien Noullez, Hervé Lesage, etc.)